# Гражданска опция за Македония
Гражданската опция за Македония (ГРОМ) (на македонска литературна норма: Граѓанска опција за Македонија) е политическа партия в Северна Македония.

## История
Гражданската опция на Македония е малка партия, основана на 28 септември 2013 година в град Скопие. Председател на партията е Стевчо Якимовски, а подпредседатели са Тодор Чепреганов, Горан Анчески и Мавие Мехмети. Генерален секретар на ГРОМ е Виктор Цветковски, а организационни секретари – Панчо Минов, Любчо Пренджов и Чедомир Саздовски.
Първоначално партията заема центристки позиции между двата основни политически блока. На парламентарните избори през 2014 г. ГРОМ самостоятелно печели 2,82 % от гласовете и едно място в Събранието.
През 2015-2016 година ГРОМ се приближава до управляващите около ВМРО-ДПМНЕ на Никола Груевски, влиза в коалиция с тях за изборите през декември 2016 и излъчва двама депутати в новото Събрание.
Председателят Стевчо Якимовски загубва местните избори през октомври 2017 г. в община „Карпош“ в Скопие и така партията губи единствената си кметска позиция в местната власт.
След юни 2017 г. ръководството на ГРОМ се радикализира в опозиция срещу новото правителство на Зоран Заев, проявявайки антибългарски, просръбски и проруски уклони.. Единият от двамата депутати на ГРОМ Чедомир Саздовски напуска партията и преминава към управляващите от СДСМ